# Luigi Pio di Savoia
Luigi Antonio Pio di Savoia (Ferrara, 28 novembre 1674 – Padova, 18 marzo 1755) è stato un nobile e diplomatico italiano, appartenente all'antico casato dei Pio di Savoia. Durante il periodo del vicereame austriaco a Napoli ricoperse il titolo effettivo di decimo duca di Nocera, quarto dopo il ripristino del titolo da parte del re Filippo IV di Spagna.

## Biografia

### Le origini e i rapporti familiari
Luigi Pio di Savoia era figlio di Giovanna de Moura, futura duchessa di Nocera e marchesa di Castel Rodrigo, e del suo primo consorte, Giberto Pio di Savoia (1639-76), principe di San Gregorio.
Luigi e il suo unico fratello maschio, primogenito, Francesco, rimasti orfani di padre nella primissima infanzia, crebbero per gran parte a Roma accanto allo zio cardinale Carlo, patriarca della famiglia, e all'altro zio prelato Enea Come figlio secondogenito Luigi fu inizialmente destinato alla carriera ecclesiastica sotto la supervisione di Enea (dopo la morte del cardinale nel 1689), mentre al primogenito rimaneva riservato il diritto di maggiorasco sull'eredità di famiglia. Tra i due fratelli andò ben presto sviluppandosi una profonda avversione reciproca, Luigi non sopportando in particolare di vedersi collocato in seconda linea. Così, quando il fratello partì alla volta della Spagna per raggiungere la zia materna Leonor de Moura y Corterreal, depositaria delle fortune e dei titoli di famiglia (e priva di discendenza), Luigi, nel febbraio 1699, lasciò anch'egli Roma per cercare fortuna a Vienna.

### Al servizio degli Asburgo

#### La carriera militare
Nella capitale austriaca, con i buoni auspici del principe condottiero Eugenio di Savoia, che lo aveva preso sotto la sua protezione, ottenne di venir accolto nell'esercito imperiale, e rientrò quindi in Italia per comunicare ai suoi la definitiva rinuncia alla carriera ecclesiastica e soprattutto per raccogliere i denari necessari per comprarsi la sua carica militare. Francesco, nel frattempo, era entrato nell'esercito borbonico spagnolo e i due fratelli si trovarono quindi schierati su fronti opposti all'inizio della guerra di successione spagnola. Anche Francesco riuscì a raggiungere Roma e ottenne perfino udienza di fronte a papa Clemente XI per riaffermare i suoi diritti di primogenitura e per impedire al fratello di mettere le mani sulle fortune della famiglia. Quest'ultimo arrivò perfino, in una lettera alla sorella Margherita, a minacciare: «Faremo tirargli quattro archibugiate, e io sarò il primogenito.» Col tempo però, i contrasti tra i due fratelli si attutirono, pur permanendo il profondo astio reciproco.
Del resto, secondo il Litta, in occasione degli scontri dinastici, era costume delle case nobiliari italiane cercar di tenere il piede su due staffe, spartendo i propri componenti tra i due partiti, in modo da risultare alla fine sempre dalla parte del vincitore e da limitare al massimo le conseguenze dannose della sconfitta dell'uno o dell'altro campo. Conseguentemente, il diverso orientamento dei due fratelli poteva tornare alla fine, e tornò effettivamente, utile. Nel novembre del 1706, alla morte della sorella Leonor, la loro madre Joana de Moura ereditò tutti i titoli della sua famiglia d'origine, tra cui quello solo nominale di marchesa di Castelo Rodrigo e quello effettivo di duchessa di Nocera, afferente al regno di Napoli. E quando, pochi mesi dopo, nel 1707, gli Austriaci si impossessarono del regno, Joana, seguendo gli orientamenti del primogenito, rifiutò di prestare giuramento al nuovo sovrano asburgico, il futuro imperatore Carlo VI, e fu conseguentemente spogliata dei suoi titoli, e, con lei, lo stesso primogenito (con effetti pratici fondamentalmente limitati al ducato di Nocera, l'unico sotto il reale controllo degli Asburgo). Due anni dopo però, i feudi e i beni confiscati a Joana furono, per così dire, "girati" al secondogenito Luigi, che si era distinto nelle guerra a fianco degli Asburgo, il quale prese possesso del ducato di Nocera il 7 luglio 1709 con atto del notaio Nunziante Siniscalco. I beni di famiglia non finivano così dispersi tra estranei, ma rimanevano nel giro del parentado.
Luigi si installò allora nel Napoletano conducendo, per un paio d'anni, una vita allegra e dissipata (il bisogno di denaro resterà una costante di tutta la sua vita) e facendo carriera nell'esercito con la nomina, nel 1710, a colonnello di compagnia all'interno del reggimento «Lucini» dei dragoni, e venendo anche contestualmente insignito dell'Ordine della Chiave d'Oro. Maturò però ben presto insoddisfazione nei confronti degli sviluppi di tale carriera e, nel 1712, ottenne di lasciare l'incarico e fu autorizzato a recarsi alla corte imperiale a Vienna, dove rimase per quattro anni, seppur contrariato dal fatto che la vita mondana della capitale asburgica non fosse così godereccia come quella napoletana.
Il 2 maggio 1716, finalmente, divenne gentiluomo di camera dell'imperatore, il 20 giugno ottenne l'incarico di colonnello effettivo del nuovo reggimento navale istituito a Napoli per potenziare la flotta imperiale, e il primo luglio, a comprova della stima di cui godeva presso il monarca, fu nominato «sergente generale di battaglia» e membro di diritto del consiglio di guerra. Nella sua nuova posizione, una volta tornato a Napoli, Luigi venne però immediatamente ai ferri corti con il viceré e, non trovando il nuovo impiego conforme alle sue ambizioni, ottenne di essere esonerato dall'incarico e rientrò a corte nel 1717 come gentiluomo di camera, prestando da allora onorato servizio senza dare più adito a critiche, ma cessando definitivamente la carriera militare.

#### Corte e diplomazia
Nel luglio 1717 Luigi fu colpito dalla notizia della morte a Venezia della madre, alla quale era notevolmente attaccato (come del resto il fratello e la sorella). Non senza qualche timore che ciò potesse metterlo in cattiva luce, si risolse anche, come scrisse a Margherita, ad «andare a chiedere permissione all'imperatore di mettere lo scoruccio», cioè il lutto, perché, non avendo la donna fatto giuramento di fedeltà, la  «si [considerava] come angioina, e non si [poteva] mettere il lutto senza licenza». Egli fu comunque sempre molto attento a tenere le distanze dal fratello filo-borbonico, nel frattempo salito, ai massimi onori della monarchia spagnola, facendosi addirittura rilasciare, negli anni seguenti, con atto ufficiale dell'imperatore, un riconoscimento formale della sua posizione di primogenito al posto del fratello fellone. Si trattava ovviamente solo di un riconoscimento di prestigio perché la gran parte dei beni del maggiorasco continuava a restare sotto giurisdizione spagnola, ma non mancò di mandare Francesco su tutte le furie di fronte al «più grande sproposito di quanti finora ha commesso don Luigi». Nel 1723, però, Francesco perì annegando per l'improvviso straripamento del Manzanarre, e, dopo di allora, il riconoscimento imperiale fu, per così dire, messo nel cassetto dal fratello, il quale non cercò in alcun modo di ostacolare il passaggio della primogenitura al nipote Gisberto, che era comunque anche il suo erede legale, non avendo egli avuto figli maschi legittimi, e, per quanto se ne sa, neanche naturali, nonostante la sua passione per il bel sesso. E nonostante il matrimonio che, a dispetto della sua conclamata allergia per tale istituto, pochi mesi prima della morte del fratello, si era alla fine lasciato indurre a contrarre con una dama di corte, alla venerabile età di quasi cinquant'anni, matrimonio che certamente si rivelò tutt'altro che felice.
Luigi conservò comunque il ducato di Nocera, di cui era stato investito dall'imperatore e le cui rendite erano fondamentali per garantire in qualche modo la sua suo posizione finanziaria sempre sull'orlo del tracollo e con i creditori alle calcagna. Secondo lo storico nocerino ottocentesco Gennaro Orlando, sempre nel 1723, in seguito all'accusa di aver congiurato contro l'imperatore, il feudo gli sarebbe stato confiscato, solo per essergli restituito due anni dopo. Secondo Pier Giovanni Baroni invece, la fedeltà agli Asburgo fu una costante della vita di Luigi e non vi sono tracce di tale confisca negli atti della famiglia Pio, né tanto meno dell'asserita congiura: Orlando potrebbe essere stato fuorviato da qualche provvedimento cautelare preso in occasione della morte di Francesco, senza quindi conseguenze sul possesso del feudo da parte di Luigi.
Le cose cambiarono invece nel 1735 a seguito della conquista di Napoli da parte dei Borbone di Spagna, avvenuta l'anno precedente con la proclamazione regia dell'infante Don Carlos: si determinò così una situazione capovolta rispetto a quella del 1707, e conseguentemente il ducato venne ricondotto nel maggiorasco della casa dei Pío de Saboya come si chiamava ora il ramo iberico di essa, con investitura del primogenito Gisberto. E Luigi fu costretto a bussare alla corte imperiale per cercar di ottenere in qualche modo una reintegra delle sue entrate.
Grande appassionato della musica, Luigi Pio aveva nel frattempo prestato servizio a corte, dal 1721 al 1732, come «Cavagliere di musica» (Hofmusik-Oberdirektor), alle dirette dipendenze del Maggiordomo Maggiore (Obersthofmeister), conte Sigmund Rudolf von Sinzendorf-Thannhausen (1670-1747). In tale sua posizione si era fatto promotore, nel 1725, della costituzione a Vienna, sotto gli auspici di Carlo VI, di una sorta di confraternita ceciliana (Cäcilienbruderschaft) che aveva come compito la promozione della musica, l'organizzazione di eventi ed anche l'assistenza e il soccorso dei membri della congregazione che si trovassero infermi o comunque bisognosi. Luigi Pio fu proclamato, per volere unanime dei congregati, «supremo presidente di tutta la musica imperiale» e si servì poi, anche durante la successiva attività diplomatica, della fitta rete di contatti che aveva intrecciato con compositori e artisti sempre in giro per l'Europa, come di una vera e propria agenzie di informazioni. Nel 1729, probabilmente all'insaputa dei superiori, il Pio si arrogò la competenza di invitare direttamente Pietro Metastasio ad entrare al servizio dell'imperatore affiancando a corte Apostolo Zeno come «poeta cesareo», aprendo anche la trattativa sulle ingenti richieste economiche avanzate dal drammaturgo romano. L'iniziativa del Pio ebbe comunque successo e nel 1730 Metastasio si stabilì definitivamente a Vienna come sostituto dello Zeno, per restarvi poi oltre cinquant'anni, fino alla morte.
Nel 1732, il Pio fu nominato ambasciatore austriaco a Venezia. Si trattava di un incarico assai delicato, tradizionalmente assegnato ad un nobile di sangue italiano, ma di provata fedeltà asburgica, e il Pio godeva anche di una posizione privilegiata nei confronti della Serenissima, essendo iscritto nel libro d'oro delle nascite com'era di prammatica per la sua famiglia, ed essendo legato da rapporti di parentela con alcune case patrizie veneziane (sua madre e sua sorella Margherita si erano risposate entrambe a Venezia, e la seconda aveva anche intrattenuto una lunga relazione con il potente cardinale veneziano Pietro Ottoboni). Il Pio svolse con onore il suo servizio per la durata di dodici anni, in particolare durante il periodo della guerra di successione polacca, ma gli ultimi anni furono «vissuti senza entusiasmo, quasi con apatia». Non sentiva riconosciuto il servizio da lui prestato, in particolare da parte della nuova sovrana asburgica Maria Teresa d'Austria: lo avevano sempre retribuito poco e senza regolarità, costringendolo ad impegnare i suoi beni e a utilizzare le sue risorse per mantenere un livello di vita consono alla sua funzione. Gli avevano fatto promesse, poi regolarmente non mantenute; ora «le troppe restrizioni finanziarie lo ponevano nelle condizioni di non potere svolgere adeguatamente il mandato affidatogli». Forse fu lui a chiedere di potersi ritirare, ma comunque nel 1743 gli fu seccamente notificata la decisione di Maria Teresa di nominare un successore per il suo incarico. Il Pio rifiutò di «portarsi ai piedi della regina per il congedo di rito» e si curò soprattutto, prima di lasciare l'incarico, di assicurarsi che i debiti che lui aveva contratto per il suo assolvimento fossero presi in carico dalla Camera aulica e che gli fosse assicurato il pagamento diretto dell'assegno di pensione senza possibilità di rivalsa da parte dei creditori viennesi della moglie. Il 20 dicembre 1743 fece finalmente calare le armi asburgiche dalla facciata del palazzo in cui aveva fissato la sede dell'ambasciata.

### La morte
Il Pio avrebbe voluto continuare a vivere a Venezia come privato cittadino, ma anche questo gli fu proibito, per ragioni di opportunità, dal governo austriaco, ed allora scelse di ritirarsi nella vicina città di Padova, dove si spense il 18 marzo 1755.

## Matrimonio e adozioni
Come già sopra accennato, nel 1723 (ma, secondo Baroni, non è possibile indicare la data con precisione), dopo decenni di fiero celibato, Luigi Pio contrasse matrimonio con una dama di compagnia dell'imperatrice, Anna Maria Doraim (o meglio, come indicato dal Litta, Thürheim), della quale non si sa praticamente niente, se non che risultava fornita di una ricca dote, probabile motivo del ripensamento dell'attempato scapolo. Sempre sulla scorta del Litta, è possibile che appartenesse all'ampia figliolanza del conte Christoph Wilhelm von Thürheim il vecchio (1661-1738), nobiluomo al servizio di Giuseppe I e Carlo VI d'Asburgo. Non si riscontrano notizie sui primi anni di matrimonio, ma è certo che almeno dal 1730 non vissero più sotto lo stesso tetto, divisi da una profonda avversione reciproca o comunque del Pio verso la moglie, che egli accusava di aver scialacquato il patrimonio. Secondo quanto scritto nel testamento del Pio del 1734, durante il periodo di servizio con l'imperatrice, la giovane aveva contratto un'enorme mole di debiti, per far fronte ai quali era stato necessario utilizzare gran parte della dote e l'intera buon'uscita di ottantatremila fiorini che la donna aveva ottenuto dall'imperatrice. Non solo, ma ulteriori novemila fiorini gravavano ancora insoluti sulla spalle del principe, il quale si premurava di aggiungere che la moglie viveva da lui «separata e divisa a causa della di lei nota irregolare condotta».
Quando il Pio divenne ambasciatore a Venezia, la moglie dovette seguirlo e, perdurando lo stato di separazione, stabilì la sua residenza in un separato "casino" posto presso Mestre, affittato dall'ostile marito per la considerevole somma di centosessanta ducati annui. Dopo la fine dell'incarico come ambasciatore a Venezia, anche Anna Maria dovette trasferirsi, questa volta in una villa affittata nella località di Sarmeola, pochi chilometri fuori Padova. All'atto della morte del marito presenziò all'inventario dei beni presenti nelle stanze del palazzo cittadino riservate al principe, cercando di accaparrarsi quanto più poteva del contenuto. Il nipote Gisberto le garantì ospitalità nel Palazzo Pio di Ferrara offrendole anche un assegno mensile di sedici scudi e mezzo, a condizione che rinunciasse a qualsiasi pretesa sull'eredità. La donna cercò di tergiversare sperando di ottenere un aumento dell'assegno e, solo sul letto di morte, si risolse finalmente a rilasciare la dichiarazione richiestale.
Secondo il Litta, la coppia Luigi-Anna Maria avrebbe anche avuto una figlia, di nome Anna, coniugata con un non meglio precisato «conte di Lorenzana», e deceduta nel 1745. Evidentemente però, in questo caso lo storico milanese fraintende le testimonianze storiche e trasforma in figlia legittima la figura femminile di Marianna Lorenzoni Conti, la quale entrò nella vita del principe probabilmente in contemporanea con la crisi del matrimonio e che ne illuminò un quindicennio, finanziatrice, verosimilmente amante e fida compagna. Il 15 agosto 1734 il Pio redasse il già menzionato testamento olografo con cui nominava la Lorenzoni Conti propria erede universale, confessando di dovere «alla detta signora, ciò che non ho mai ottenuto da alcun mio parente o altra persona, sì in prestiti fattivi che in lege d'onorata amicizia ed attenzione». Alla Lorenzoni era lasciata la piena libertà di disporre come meglio credeva dei beni ereditati e le veniva addirittura demandato di nominare ella stessa gli esecutori testamentari. In seguito, verosimilmente per meglio consolidare la sua posizione, il Pio la adottò come figlia gratificandola di tutti i diritti e anche dei doveri che tale status le attribuiva. La Lorenzoni, però, morì prematuramente agli inizi del 1745 e il 9 febbraio il principe ottenne dalle autorità ecclesiastiche l'autorizzazione «usque ad consumationem saeculi» a far edificare nella Chiesa di Santa Sofia una tomba per la signora "Marianna Lorenzoni", per sé stesso e per la sua famiglia.
Baroni sostiene di non aver trovato elementi per sapere chi fosse precisamente e da dove venisse la prima figlia adottiva di Luigi Pio, azzardando solo che potesse trattarsi di una nobildonna romana, più o meno decaduta, ed evidentemente reduce da un pregresso matrimonio del quale era rimasta traccia nel secondo cognome, "Conti" (che infatti Luigi tendeva a tralasciare). In effetti, però, una cantante lirica che portava proprio il nome Marianna Lorenzoni e che sposò nel 1725 il tiorbista e compositore Francesco Bartolomeo Conti (deceduto nel 1732), fu attiva a Venezia come "prima donna" proprio negli anni in cui il Pio era diventato «supremo presidente di tutta la musica imperiale» ed è del tutto non plausibile che possa trattarsi di due persone diverse. E questo nonostante che del suo nome vengano date anche redazioni leggermente diverse, come "Maria Anna Lorenzani" (non molto differente dal cognome del conte citato dal Litta come genero del Pio), o "Maria Anna Lorenzini"
Meno di due anni dopo la morte della Lorenzoni, però, il Pio aveva in qualche modo trovato una sostituta, la nobildonna Cecilia Scarella, che fu anch'ella adottata e nominata erede universale con testamento in data 15 agosto 1747.
Quando il principe morì, il 18 marzo 1755, venne redatto un minuzioso inventario dei beni esistenti sia nel palazzo cittadino di Padova che nella villa di Sarmeola, al quale la Scarella presenziò con molta diligenza e dal quale risultò che ella aveva stanze a propria disposizione in entrambe le residenze. La volontà testamentaria del Pio venne però tenuta in assoluto non cale: il nipote Gisberto si fece avanti tramite un procuratore, forte dei suoi diritti di maggiorasco, e indusse, sia la moglie legittima (come già sopra accennato), sia la figlia adottiva ed erede testamentaria, a farsi da parte. Il 26 maggio 1755, la Scarella sottoscrisse di fronte al notaio padovano Cesare Bertini un'ossequiosa rinuncia all'eredità, venendo compensata con una buonuscita di settecento zecchini di Venezia. Luigi Pio, così puntiglioso nelle sue disposizioni testamentarie, era riuscito a inibire qualsiasi accesso della detestata moglie al patrimonio ereditario, ma non ad impedire che esso venisse riassorbito in quello della sua casata di appartenenza.

## Ascendenza
|                                                         |                                                         |                                                          | Genitori                                           |  |  | Nonni |  |  | Bisnonni                                 |  |  | Trisnonni                                |  |
|                                                         |                                                         |                                                          |                                                    |  |  |       |  |  | Enea Pio di Savoia, reggente di Sassuolo |  |  | Marco Pio di Savoia, signore di Sassuolo |  |
|                                                         |                                                         |                                                          |                                                    |  |  |       |  |  | Enea Pio di Savoia, reggente di Sassuolo |  |  | Marco Pio di Savoia, signore di Sassuolo |  |
|                                                         |                                                         | Lucrezia Roverella                                       |                                                    |  |  |       |  |  | Enea Pio di Savoia, reggente di Sassuolo |  |  |                                          |  |
| Ascanio Pio di Savoia, principe di San Giorgio          |                                                         |                                                          |                                                    |  |  |       |  |  | Enea Pio di Savoia, reggente di Sassuolo |  |  |                                          |  |
|                                                         |                                                         | Barbara Turchi                                           | Ippolito Turchi, conte di Crespino e Ariano        |  |  |       |  |  |                                          |  |  |                                          |  |
|                                                         |                                                         | Barbara Turchi                                           | Ippolito Turchi, conte di Crespino e Ariano        |  |  |       |  |  |                                          |  |  |                                          |  |
|                                                         |                                                         | Barbara Turchi                                           | Ippolita Tassoni                                   |  |  |       |  |  |                                          |  |  |                                          |  |
| Giberto Pio di Savoia, principe di San Gregorio         |                                                         | Barbara Turchi                                           |                                                    |  |  |       |  |  |                                          |  |  |                                          |  |
|                                                         |                                                         | Enzo Bentivoglio, marchese di Scandiano                  | Cornelio I Bentivoglio, marchese di Gualtieri      |  |  |       |  |  |                                          |  |  |                                          |  |
|                                                         |                                                         | Enzo Bentivoglio, marchese di Scandiano                  | Cornelio I Bentivoglio, marchese di Gualtieri      |  |  |       |  |  |                                          |  |  |                                          |  |
|                                                         |                                                         | Enzo Bentivoglio, marchese di Scandiano                  | Isabella Bendidio                                  |  |  |       |  |  |                                          |  |  |                                          |  |
| Beatrice Bentivoglio                                    |                                                         | Enzo Bentivoglio, marchese di Scandiano                  |                                                    |  |  |       |  |  |                                          |  |  |                                          |  |
|                                                         |                                                         | Caterina Martinengo Colleoni                             | Francesco Martinengo Colleoni, conte               |  |  |       |  |  |                                          |  |  |                                          |  |
|                                                         |                                                         | Caterina Martinengo Colleoni                             | Francesco Martinengo Colleoni, conte               |  |  |       |  |  |                                          |  |  |                                          |  |
|                                                         |                                                         | Caterina Martinengo Colleoni                             | Beatrice Langosco                                  |  |  |       |  |  |                                          |  |  |                                          |  |
| Luigi Pio di Savoia, duca di Nocera                     |                                                         | Caterina Martinengo Colleoni                             |                                                    |  |  |       |  |  |                                          |  |  |                                          |  |
|                                                         | Manuel de Moura Corte Real, marchese di Castelo Rodrigo | Cristóvão de Moura e Távora, marchese di Castelo Rodrigo |                                                    |  |  |       |  |  |                                          |  |  |                                          |  |
|                                                         | Manuel de Moura Corte Real, marchese di Castelo Rodrigo | Cristóvão de Moura e Távora, marchese di Castelo Rodrigo |                                                    |  |  |       |  |  |                                          |  |  |                                          |  |
|                                                         | Manuel de Moura Corte Real, marchese di Castelo Rodrigo | Margarida Corte-Real                                     |                                                    |  |  |       |  |  |                                          |  |  |                                          |  |
| Francisco de Moura Corterreal y de Melo, duca di Nocera | Manuel de Moura Corte Real, marchese di Castelo Rodrigo |                                                          |                                                    |  |  |       |  |  |                                          |  |  |                                          |  |
|                                                         |                                                         | Leonor de Melo Castro                                    | Nuno Álvares Pereira de Melo, marchese di Ferreira |  |  |       |  |  |                                          |  |  |                                          |  |
|                                                         |                                                         | Leonor de Melo Castro                                    | Nuno Álvares Pereira de Melo, marchese di Ferreira |  |  |       |  |  |                                          |  |  |                                          |  |
|                                                         |                                                         | Leonor de Melo Castro                                    | Mariana de Castro de Altamira                      |  |  |       |  |  |                                          |  |  |                                          |  |
| Juana de Moura Corte Real y Moncada, duchessa di Nocera |                                                         | Leonor de Melo Castro                                    |                                                    |  |  |       |  |  |                                          |  |  |                                          |  |
|                                                         |                                                         | Antonio Moncada d'Aragona, principe di Paternò           | Francesco Moncada de Luna, principe di Paternò     |  |  |       |  |  |                                          |  |  |                                          |  |
|                                                         |                                                         | Antonio Moncada d'Aragona, principe di Paternò           | Francesco Moncada de Luna, principe di Paternò     |  |  |       |  |  |                                          |  |  |                                          |  |
|                                                         |                                                         | Antonio Moncada d'Aragona, principe di Paternò           | Maria d'Aragona La Cerda, duchessa di Montalto     |  |  |       |  |  |                                          |  |  |                                          |  |
| Marianna d'Aragona Moncada                              |                                                         | Antonio Moncada d'Aragona, principe di Paternò           |                                                    |  |  |       |  |  |                                          |  |  |                                          |  |
|                                                         |                                                         | Juana de la Cerda y de la Cueva                          | Juan de la Cerda y Aragón, duca di Medinaceli      |  |  |       |  |  |                                          |  |  |                                          |  |
|                                                         |                                                         | Juana de la Cerda y de la Cueva                          | Juan de la Cerda y Aragón, duca di Medinaceli      |  |  |       |  |  |                                          |  |  |                                          |  |
|                                                         |                                                         | Juana de la Cerda y de la Cueva                          | Ana de la Cueva y de la Lama                       |  |  |       |  |  |                                          |  |  |                                          |  |
|                                                         |                                                         | Juana de la Cerda y de la Cueva                          |                                                    |  |  |       |  |  |                                          |  |  |                                          |  |